# 尼古拉斯山
尼古拉斯山（英語：Mount Nicholas）是南極洲的山峰，位於亞歷山大一世島東部，是道格拉斯嶺的北端，處於布朗角西南面10公里，海拔高度1,465米，該山嶺在1909年由法國探險隊發現。
69°22′S 69°50′W / 69.367°S 69.833°W